# 大澤事務所
株式會社大澤事務所（日語：株式会社大沢事務所）是日本一家位於東京都港區為根據地的聲優經紀公司。

## 概要
1984年4月，由經理大澤和男從東京俳優生活協同組合獨立。主要經辦電視節目、廣告、旁白等的聲優管理事務。
大澤事務所是在眾多大型聲優經紀公司中最平凡存在的一家，據說是以堅實的工作「穿越石橋的事務所」（所屬聲優曰「堅實紮根，現實主義」）。
除了經辦動畫和遊戲配音事務之外，海外電影和電視影集日語配音、電視節目與廣告旁白是大澤事務所所屬聲優們最積極參加的領域。
大澤事務所擁有附屬聲優培訓學校，並以研究生制訓練新人。
自成立以來，加入大澤事務所的大多來自其它事務所、劇團，尤其以演劇系的藝人較多。
在以前的一段長時間內，所屬的藝人數目超過了150人都沒有官方網頁。直至2005年10月下旬，才開設了沒有聲音樣本的網頁，等到2011年才開始放上照片和聲音樣本。

## 所屬聲優

### 男性
| 行 - 相澤正輝 - 相澤雅人 - 青木友哉 - 赤松真治 - 朝紘太郎 - 新井馨矢 - 飯島肇 - 五十嵐雄介 - 石谷春貴 - 泉龍太 - 板倉光隆 - 市川蒼 - 伊藤英敏 - 伊藤洋介 - 伊藤龍次 - 犬飼淳治 - 內田直哉 - 戎原正彥 - 大黑和廣 - 大治幸雄 - 大山鎬則 - 岡野真士 - 押火淳 - 斧篤志 - 小山田昇 - 恩田括 行 - 香川伊織 - 角田雄二郎 - 加瀨康之 - 加藤雅也 - 神崎龍 - 木内秀信 - 桐井大介 - 草野徹 - 小杉十郎太 - 後藤啟太 - 小林研二 - 小林千晃 - 哥布林 | 行 - 齊藤弘勝 - 齋藤康弘 - 咲野俊介 - 酒元信行 - 佐藤丈樹 - 鹽原啟太 - 白鳥哲 - 菅原正志 - 鈴木英一郎 - 鈴木伸 - 鈴木真之介 - 鈴木大倫 - 鈴木芳彦 - 袖山駿 行 - 高木祐星 - 高田裕司 - 田代純一朗 - 立木文彥 - 田中總一郎 - 田中佳人 - 田部圭祐 - 玉木雅士 - 近田和生 - 千葉進步 - 茶風林 - 塚本晉也 - 東地宏樹 - 外崎明彦 行 - 中島文明 - 中田讓治 - 永井響 - 長友達也 - 長沼篤志 - 中野慎太郎 - 奈佐健臣 - 西凜太朗 - 野尻大介 | 行 - 羽賀聖 - 長谷川步 - 花田光 - 濱田龍司 - 林田尚親 - 坂泰斗 - 平野賢佑 - 藤崎卓也 - 藤野直彥 - Bravo小松 - 古野顯一 - 堀川仁 行 - 松尾まつお - 松永健資 - 馬克·大喜多 - 宮崎翔太郎 - 女鹿伸樹 - 元村悠 - 森宮隆 行 - 山下誠一郎 - 山本大樹 - 吉原丈二 行 - 若林正 |

### 女性
| 行 - 逢川亮子 - 青木菜奈 - 明石香織 - 明石遙香 - AKIKO - 淺野光 - 淺野麻由美 - 有馬佑未子 - 井口裕香 - 池谷和美 - 池田葵 - 池田望 - 石上靜香 - 一木美名子 - 伊藤真理 - 伊藤美紀 - 内山夕實 - VieVie - 枝村綠 - 大川麻衣 - 大木咲繪子 - 大津田裕美 - 大綱惠 - 岡野佐多子 - 小口貴子 - 奥山彌生 | 行 - 加藤肇子 - 金子彩花 - 茅野愛衣 - 川喜多美子 - 川崎由香里 - 川澄綾子 - 神戶光步 - 樹又弘子 - Kirilo'la' - 久野美咲 - 熊谷聖香 - 黑崎彩子 - 小原好美 - 小林愛 行 - 阪口文 - 佐藤亞美菜 - 佐藤佳奈 - 佐藤千夏 - 佐藤未奈子 - 佐藤祐實 - 佐藤律子 - 志田有彩 - 島袋美由利 - 鈴木毬花 - 鈴木美華 - 鈴木祐子 - 鈴木淑惠 - 鈴木好美 - 關口貴美子 行 - 高橋夏季 - 互仁美 - 田久保柚香 - 種田梨沙 - 土屋李央 | 行 - 中尾衣里 - 中野圭子 - 長峰實 - 永山明美 - 根岸薰子 - 能登麻美子 行 - 花澤香菜 - 葉山那奈 - 日笠山亞美 - 平塚紗依 - 舟橋杏美 - 帆足美優 - 本田敦子 - 本田貴子 行 - 丸山美津紀 - 水上亞紗美 - 光野貴子 - 向殿麻美 - 百瀨圭 行 - 安田亞希江 - 山下百合惠 - 山谷茉莉 行 - 渡邊明乃 |

## 過往所屬聲優

### 男性
| 行 - 淺沼晉太郎（現所屬：dandelion） - 石川洋昭（現所屬：Production Baobab） - 井上和彥（現所屬：B-Box） - 井之上隆志（移籍K Factory之後於在籍中死去） - 岩井証夫（現所屬：青二Production） - 岩田光央（現所屬：青二Production） - 上田祐司（現所屬：PomaRancz） - 大海吾郎（現所屬：懸Production） - 小川真司（移籍Herring Bone之後於在籍中死去） 行 - 假野剛彥（現所屬：Herring Bone） - 河野靖（現所屬：Herring Bone） - 岸博之（現所屬：Antenne） - 近藤京三（現所屬：Herring Bone） 行 - 齋藤步（現所屬：Knock Out（页面存档备份，存于）） - 櫻庭裕士（現所屬：Herring Bone） - 佐藤政道（現所屬：懸Production） - 島岡安芸和（現所屬：Herring Bone） - 壤晴彥（現所屬：Herring Bone） 行 - 田窪一世（現所屬：Herring Bone） - 田澤智（現所屬：Herring Bone） - 田中冬星（移籍銀影社之後於在籍中死去） - 谷口節（在籍中死去） - 近田和生（現所屬：studio eyebrow） | 行 - 長江英和（現所屬：Clione） - 中村修三（現所屬：MOUVEMENT（業務提攜）） - 根本博成（現所屬：Herring Bone） 行 - 八戶優（現所屬：Herring Bone） - 速水獎（現所屬：Rush Style代表） - 傻鵬鬼塚（現所屬：Herring Bone） - 本間仁（現所屬：Herring Bone） 行 - 松澤蓮 - 町田義人 - 光岡湧太郎（現所屬：Herring Bone） - 昇（現所屬：Herring Bone） - 宗方（現所屬：Herring Bone） - 宗近晴見（現所屬：Herring Bone） - 目黑光祐（現所屬：Sigma Seven） - 森一馬（現所屬：Herring Bone） 行 - 山野井仁（現所屬：懸樋Production） - 吉川晃介（自由職業） 行 - 渡邊力（現所屬：Herring Bone） |

### 女性
| 行 - 愛河里花子（現所屬：Atomic Monkey） - 荒川美奈子（現所屬：青二Production） - 井上瑤（移籍東京俳優生活協同組合之後於在籍中死去） - 五十嵐麗（現所屬：Rush Style） - 惠比壽真沙子 - 大原園子 - 奧澤菜穗子（現所屬：Herring Bone） 行 - 北島智惠子（現所屬：ALBA） - 北濱晴子（現所屬：青二Production） - 金月真美（現所屬：青二Production） - 栗原美紀子 - 小櫻悅子（現所屬：Little Portal（页面存档备份，存于）代表） - 小嶋和子 行 - 佐久間夏生（現所屬：ALBA） - 佐佐木留恩（自由職業） - 島本須美（自由職業） | 行 - 坪田直子 - 鶴屋紅子（現所屬：Herring Bone） 行 - 平栗萌香 - 古海裕子 - 堀越真己（現所屬：青二Production） 行 - MAI（自由職業） - 南央美（現所屬：PomaRancz） 行 - 山川牧 - 吉木久凜（現所屬：Run Produce（页面存档备份，存于）） 行 - 梨乃（自由職業） |

## 從大澤事務所獨立的聲優事務所
- 懸Production（2009年）
- Herring Bone（日语：ヘリンボーン）（2009年）
- Little Portal（页面存档备份，存于）（2011年）
- PomaRancz（日语：ポマランチ）（2012年）
- Rush Style（2013年）

## 外部連結
- 株式會社大澤事務所公式官網（页面存档备份，存于） （日語）